# العلاقات البليزية الماليزية
العلاقات البليزية الماليزية هي العلاقات الثنائية التي تجمع بين بليز وماليزيا.

## مقارنة بين البلدين
هذه مقارنة عامة ومرجعية للدولتين:
| وجه المقارنة                                              | بليز         | ماليزيا       |
| --------------------------------------------------------- | ------------ | ------------- |
| المساحة (كم2)                                             | 22.97 ألف    | 330.29 ألف    |
| عدد السكان (نسمة)                                         | 374.68 ألف   | 31.62 مليون   |
| الكثافة السكانية (ن./كم²)                                 | 16.31        | 95.73         |
| العاصمة                                                   | بلموبان      | كوالالمبور    |
| اللغة الرسمية                                             | لغة إنجليزية | لغة ماليزية   |
| العملة                                                    | دولار بليزي  | رينغيت ماليزي |
| الناتج المحلي الإجمالي (بليون دولار)                      | 1.84 مليار   | 314.50 مليار  |
| الناتج المحلي الإجمالي (تعادل القوة الشرائية) بليون دولار | 3.05 مليار   | 817.43 مليار  |
| الناتج المحلي الإجمالي الاسمي للفرد دولار أمريكي          | 4.88 ألف     | 9.77 ألف      |
| الناتج المحلي الإجمالي للفرد دولار أمريكي                 | 8.42 ألف     | 25.64 ألف     |
| مؤشر التنمية البشرية                                      | 0.715        | 0.779         |
| رمز المكالمات الدولي                                      | +501         | +60           |
| رمز الإنترنت                                              | .bz          | .my           |
| المنطقة الزمنية                                           | 00           | ت ع م+08:00   |

## منظمات دولية مشتركة
يشترك البلدان في عضوية مجموعة من المنظمات الدولية، منها:
| علم المنظمة | اسم المنظمة                        | تاريخ انضمام بليز | تاريخ انضمام ماليزيا |
| ----------- | ---------------------------------- | ----------------- | -------------------- |
|             | مؤسسة التنمية الدولية              | 19 مارس 1982      | 24 سبتمبر 1960       |
|             | يونسكو                             | 10 مايو 1982      | 16 يونيو 1958        |
|             | وكالة ضمان الاستثمار متعدد الأطراف | 29 يونيو 1992     | 6 ديسمبر 1991        |
|             | الأمم المتحدة                      | 25 سبتمبر 1981    | 17 سبتمبر 1957       |
|             | دول الكومنولث                      | ?                 | ?                    |
|             | الفريق المعني برصد الأرض           | ?                 | ?                    |
|             | الاتحاد البريدي العالمي            | ?                 | ?                    |
|             | البنك الدولي للإنشاء والتعمير      | 19 مارس 1982      | 7 مارس 1958          |
|             | الاتحاد الدولي للاتصالات           | 16 ديسمبر 1981    | 3 فبراير 1958        |
|             | منظمة حظر الأسلحة الكيميائية       | ?                 | ?                    |
|             | مؤسسة التمويل الدولية              | 19 مارس 1982      | 20 مارس 1958         |
|             | منظمة التجارة العالمية             | ?                 | ?                    |
|             | منظمة الشرطة الجنائية الدولية      | ?                 | ?                    |

## وصلات خارجية
- موقع وزارة الخارجية البليزية
- موقع وزارة الخارجية الماليزية